# 李玉刚 (1965年)
李玉刚（1965年8月—），男，汉族，江苏邳州人，中国共产党党员。中华人民共和国政治人物、第十三届全国人民代表大会黑龙江省代表。

## 生平
2014年4月，任双鸭山市市长。
2016年3月，任齐齐哈尔市市长。2018年，被选为第十三届全国人民代表大会黑龙江省代表。2021年3月，任中共齐齐哈尔市委书记。
2021年10月，升任黑龙江省人民政府党组成员、副省长。
2022年5月，当选为中共黑龙江省委常委，并担任省委政法委书记。
2022年9月，调任中共内蒙古自治区党委常委、组织部部长。